# Jättenäckros
Jättenäckros (Victoria amazonica) är en art i familjen näckrosväxter. Den förekommer naturligt i Amazonas flodsystem i Brasilien, Colombia, Guyana och Peru. 

## Biologi
Den fleråriga örten är med sin imponerande storlek världens största näckros. Jättenäckrosens släta blad kan ha en diameter av närmare tre meter med en sex–åtta meter lång stjälk. Bladets flytkraft kan bära en vikt upp till 70 kilogram (eller 90 kg vid jämn fördelning över bladytan).
Bladen är vanligen mer eller mindre röda på undersidan och har en uppvikt kant; bladnerverna är delvis luftfyllda. Den nedre delen på den uppvika bladkanten är perforerad, för att släppa ut regnvatten; på både under- och utsidan av bladet finns kraftiga taggar.
Jättenäckros blommar nattetid, och växten använder sig av skalbaggar för sin pollinering. Varje blomknopp blommar endast två nätter – den första natten som vit och den andra som rosa. Skalbaggarna flyger bara till vita blommor. Växten förlänger pollineringstiden genom att under dagen mellan de två blomningsnätterna i praktiken stänga inne pollinerande skalbaggar i den slutna blomknoppen. Vid natt två öppnas blomman återigen, och skalbaggarna kan flyga ut igen.
Växten för frön som är stora som ärtor. Dessa används av lokalbefolkningen i Amazonas som föda, genom att fröna torkas och mals till mjöl som används till särskilda bakverk.

## Förekomst och odling
Victoria amazonica är Guyanas nationalblomma och finns avbildad i landets statsvapen. Arten växer naturligt i bifloderna till Amazonfloden och upptäckte 1840 av en engelsk upptäcktsresande till Guyana. Växten vållade därefter så stor uppmärksamhet att arten fick namn efter den brittiska drottningen, Victoria.
Jättenäckros förekommer i odling, bland annat i inomhusbassänger vid botaniska trädgårdar (i Bergianska trädgården blommande sedan 1904). I svenska förhållanden, med sitt svagare dagsljus, kan växtens blommor vara delvis utslagna även under dagtid.

## Relaterad art
Den nära släktingen sydlig jättenäckros (Victoria cruziana) och liknande och är endast obetydligt mindre med grön bladundersida och högre uppvikta kanter.

## Synonymer
- Euryale amazonica Poepp.
- Victoria regia Lindley
- Victoria reginae Hook.
- Victoria regina J.E.Gray